# Zwenke
Die Zwenke ist ein Ortsteil der Gemeinde Beiersdorf im Landkreis Görlitz.

## Geografie

### Lage
Die Zwenke liegt im westlichen Teil des Landkreises im Lausitzer Bergland am Südhang der Bieleboh-Bergkette. In der Ansiedlung entspringt der Zwenkegraben. Nördlich erhebt sich der Kuhberg (455 m), nordwestlich der Bieleboh (499 m), westlich der Kahlberg (413 m) und südwestlich der Krahberg (411 m). Durch die Zwenke führt der Aufstieg von Beiersdorf zur Bielebohbaude, der markierte Wanderweg ist Teil der Hauptwanderwege Lausitzer Schlange und Oberlausitzer Bergweg.

### Nachbarorte
| Zieglertal | Bärhäuser                                   | Zeile      |
| Wurbis     | Kompassrose, die auf Nachbargemeinden zeigt | Beiersdorf |
| Gebirge    | Beiersdorf                                  | Beiersdorf |

### Straßen
Der Ortsteil besteht aus der Bielebohstraße und der Zwenkestraße.

## Geschichte
Die Häusergruppe wurde zum Ende des 18. Jahrhunderts am Rande der Richterwiese am entwaldeten Südhang der Bieleboh-Bergkette angelegt. Auf dem Meilenblatt von 1804 sind an dieser Stelle vier Häuser verzeichnet. Ab 1840 wurde auch der obere Teil der Richterwiese mit Wohnhäusern und einer Bleiche bebaut.
Als im Sommer 1882 der Bau des Aussichtsturmes und Gasthauses auf dem Bieleboh begann, erfolgte der Transport der Baumaterialien über die Zwenke auf den Berg. Der Ende August einsetzende Dauerregen ließ die Fahrstraße auf den Bieleboh jedoch so aufweichen, so dass sie bald für die Fuhrwerke unpassierbar war. Die noch für den Weiterbau benötigten 16.000 Ziegel trugen die Beiersdorfer Schüler gegen ein Entgelt von zwei Pfennigen pro Stück von der Zwenke auf den Berg hinauf. Nachdem während des trockenen Sommers von 1913 der Brunnen auf dem Bieleboh fast versiegte, wurde 1914 von einem starken Quellbrunnen in der Zwenke eine 600 m lange Wasserleitung auf den Bieleboh verlegt. Die in 1 ¼ m Tiefe durch das ausgesprengte Gestein verlegte Leitung überwand mit Hilfe einer elektrischen Plungerpumpe einen Höhenunterschied von 80 m.
Die nördlich über dem Beiersdorfer Rittergut gelegene Ansiedlung war immer zu Beiersdorf zugehörig.
Beim Zensus vom 9. Mai 2011 bestand die Zwenke aus 22 Wohngebäuden, in denen 55 Personen lebten. Das Durchschnittsalter lag bei 46 Jahren.

### Verwaltungszugehörigkeit
1816: Amt Stolpen, 1843: Amt Stolpen, 1856: Gerichtsamt Neusalza, 1875: Amtshauptmannschaft Löbau, 1952: Kreis Löbau, 1994: Landkreis Löbau-Zittau, 2008: Landkreis Görlitz.

## Ortsbild
Die Zwenke ist eine unregelmäßige Häusergruppe. Einige Häuser sind mit Umgebinde; dazu gehören das 1853 errichtete Haus Nr. 143, das zur Bleicherei gehört hat. Die beiden Teiche am nordwestlichen Ortsrand sind abgelassen.